# Tatár-hágó
A Tatár-hágó (ukránul перевал Яблуницький [pereval Jablunickij]) a Keleti-Kárpátok (azon belül az Ukrán-Kárpátok) egyik hágója. 

## Fekvése
A Keleti-Kárpátok gerincén vág át. A hágóhoz délnyugatról a Csornahorát és a Fagyalost elválasztó Fekete-Tisza völgyében, északkeletről a Gorgánokban futó Prut folyó völgyében visz fel az út. A hágó tengerszint feletti magassága 921 méter. Itt halad keresztül az Ivano-Frankivszkba tartó országút és vasút.

## Történelmi szerepe
Az első  világháború idején, 1914-ben az osztrák–magyar csapatok súlyos harcokat vívtak a hágónál az orosz cári csapatokkal. A hágónak fontos szerep jutott a második világháború idején. A magyar honvédség utánpótlását a hágón keresztül biztosították. Környéke az Árpád-vonal erődítményrendszerébe tartozott ezért 1944-ben súlyos harcok színtere volt a vidék. Kozma István vezérőrnagy 1944. július 15-én vette át a Kárpátokban súlyos harcokat vívó magyar királyi VI. honvéd hadtest alárendeltségében harcoló nagyváradi 25. honvéd gyaloghadosztály parancsnokságát. A hadosztály a súlyos harcokban már meginogni látszott, amikor 1944. július 28-án Kozma vezérőrnagy törzsének tagjaival fegyvert ragadva - "Urak utánam! A törzs kövesse a hadosztályparancsnok példáját!" - a visszaözönlők elé nyomultak, s erélyes parancsokkal, valamint fegyverhasználattal megállásra késztették őket. Így egy ideig megakadályozták a Tatár-hágónál az orosz betörést.

## Külső hivatkozások
- Tatár-hágó
- Képek a Tatár-hágóról
- Szovjetunió (Ukrajna) topográfiai térképe 1:100000